# Сироты спирали
Сироты спирали (англ. Orphans of the Helix) — рассказ, новелла в жанре научной фантастики, написанная американским писателем Дэном Симмонсом и изданная в 1999 году. События «Сирот спирали» разворачиваются в вымышленной вселенной Гипериона в далёком будущем.

## Сюжет
Действия новеллы «Сироты спирали» разворачиваются в сеттинге вселенной Гипериона, спустя 481 год после окончания событий «Восхода Эндимиона» — последнего романа, составляющего тетралогию Гипериона (за исключением рассказов).
Во время действия рассказа Империя Пасема давно и полностью уничтожена, Церкви не существует, и подавляющая часть человечества приняла учение Энеи, активно колонизируя космос и изменяя себя для адаптации к нему.
Основным героем рассказа является группа людей, называющих себя «Спектральная Спираль Амоа» (англ. Amoiete Spectrum Helix), которые ещё во время правления Империи Пасема покинули свою родную планету с целью уберечь свою культуру от разрушительного действия крестоформов, насаждаемых Церковью. Во время начала рассказа 684 300 амоанцев летят в космосе на космическом корабле, пребывая в криосне. Цель амоанцев — найти подходящую для себя планетную систему за пределами космоса, уже освоенного людьми, и положить начало колонии. Поскольку полёт длится столетиями, все люди находятся в криокапсулах, а кораблём управляет пятёрка «ИскИнов» — искусственных интеллектов, которые решают, куда лететь и какую планетную систему выбрать в качестве подходящей для колонии.
Внезапно при подлёте к двойной звёздной системе ИскИны принимают сигнал бедствия и решают пробудить нескольких ключевых членов экипажа, чтобы те приняли решение: выяснить причину сигнала или продолжать полёт и не подвергать опасности жизни 600 000 людей.
Пробуждённый экипаж принимает решение остаться, и поиску причины сигнала бедствия и её решению посвящён данный рассказ.

## Публикации и перевод на русский
Впервые 46-страничная новелла «Сироты спирали» была опубликована на английском языке в антологии «Далёкие горизонты» (англ. «Far Horizons») в 1999 году. В декабре 2002 года новелла была опубликована во второй раз, в сборнике «Worlds Enough and Time» (рус. Вдоволь миров, вдоволь времени), в который, помимо неё, также вошли четыре других рассказа. В 2006 году «Сироты спирали» была повторно опубликована в составе антологии «Space Opera Renaissance».
На русский язык новелла «Сироты спирали» была переведена М. Левином и О. Ратниковой в 1999 году для русскоязычного сборника «Песни Гипериона».

## Награды
В 2000 году рассказ «Сироты спирали» был удостоен премии «Локус» в категории «Novella» (новелла), заняв первое место в списке из 21 номинировавшихся рассказов.